# Tanec na špičkách

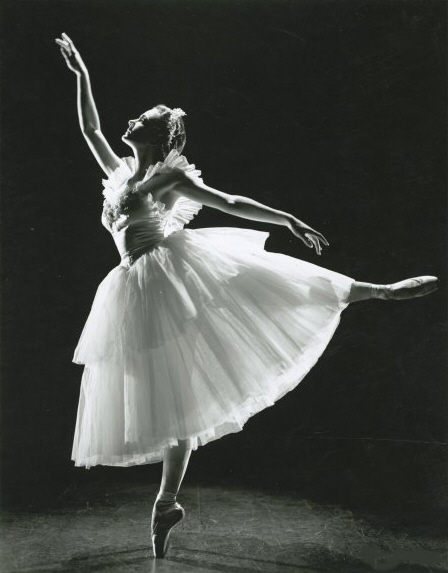
Jocelyn Vollmar při tanci na špičkách (1947)

Tanec na špičkách (z francouzštiny pointe, en) je pohybová technika v baletu, která se provádí ve speciálních botách, baletních špičkách (francouzsky pointes). Spolu s baletní sukní, tutu, byl tanec na špičkách součástí obrazu baletky od 19. století.

## Vývoj tance na špičkách
Rané formy tance na špičkách existovaly již v 17. století, například u Marie Camargo, ale spíše ve spojení se skoky než s otáčením. Moderní tanec na špičkách sahá až k Marii Taglioni, která tančila na špičkách jako Helena v takzvaném „Nonnenballett“ v opeře Giacoma Meyerbeera Robert ďábel (1831) a v titulní roli baletu La Sylphide (1832). Tehdejší noviny uváděly, že baleríny měly „fantastické prsty“ nebo že „ze špičky spadly“.
Tanec na špičkách zásadně změnil balet v 19. století. Jeho technika se však do výrazné podoby rozvíjela jen postupně. Tanec na špičkách, jak jej známe dnes, se uchytil až koncem 19. století. Teprve v 60. a 70. letech byly baletní špičky stabilnější: bloček u prstů byl vyztužen klíženým papírem nebo lnem a mezi vnitřní a vnější podrážkou byly vložky z kůže nebo z papíru. Ještě ve 30. a 40. letech devatenáctého století nebyly možné variace kroků, piruety nebo déle držené pózy „na špičkách“. Zdánlivé překonávání gravitace bylo založeno spíše na technických tricích. Tanečnice protáhly celá těla, zvedly ruce a opakovaně předváděly malé skoky. To vyvolávalo v očích diváků dojem stavu beztíže.
V pas de deux tanečníci podporovali iluzorní odpoutání baletek od podlahy: zvedali rychle své partnerky a podrželi je ve výši. Napřímené nohy tanečnic během zdvihů simulovaly lehkost i tanec na špičkách. V té době vzniklé balety, jako La Sylphide (1832) nebo Giselle (1841), se stále přednostně inscenují v historické podobě. Při jejich choreografii se ale využívají standardy dnešního tance na špičkách. Na rozdíl od 30. a 40. let 19. století mohou tanečníci již plně využít stabilní baletní špičky, které jsou dnes obvyklé.
Na počátku 20. století se tanečnice a choreografové odklonili od tance na špičkách, včetně Isadory Duncan, Mary Wigman, Gret Palucca, Rudolfa von Labana a Kurta Joosse. V opozici a jako alternativa k pohybovým technikám baletu vznikl tzv. „svobodný“ moderní výrazový tanec. Proti tanci na špičkách bojovala zejména Američanka Isadora Duncan:
„For the dancer of whom I speak has never tried to walk on the end of her toes. Neither has she spent time practicing leaps in the air to see how many times she could clap her heels together before coming down again. She wears neither corset nor tights, and her bare feet rest freely in her sandals.“
(„Tanečnice, o které mluvím, se nikdy nepokoušela chodit po špičkách. Ani netrávila čas nácvikem skoků do vzduchu, aby zjistila, kolikrát dokáže tlesknout patami o sebe, než znovu sestoupí. Nenosí ani korzet, ani punčochové kalhoty a bosé nohy volně spočívají v sandálech").

## Tanec na špičkách z feministické perspektivy

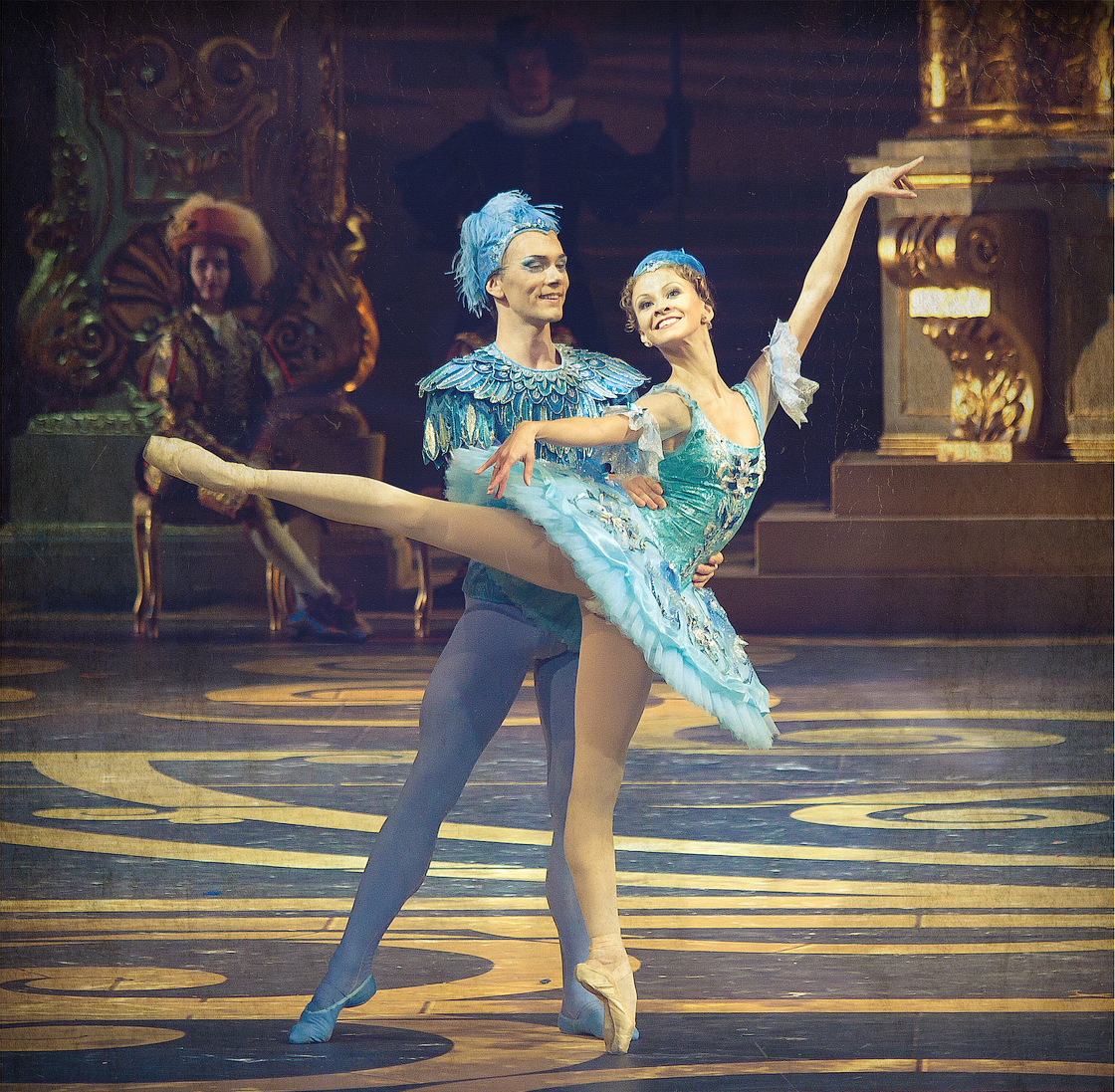
Анастасия Сташкевич a Вячеслав Лопатин v Šípkové růžence

Taneční věda se feministickou problematikou zabývá od 80. let 20. století. Nejprve v angloamerických zemích a později také v Německu: Tanec a balet jsou popisovány jako umělecké formy, které vyjadřují ideál ženskosti i mužnosti. V této souvislosti je tanec na špičkách vnímán jako zrcadlo konzervativního obrazu žen. Baleríny vyzařují ladnost, eleganci a křehkost, ztělesňují tedy tradiční hodnoty ženskosti. Vzhledem k malé styčné ploše se zemí jim musí jejich taneční partneři zajišťovat rovnováhu. V pas de deux tanečník podporuje baletku a asistuje jí v pózách nebo piruetách. To odpovídá mužským úkolům, které se propagovaly v 19. století.
Balerína nemůže:
„vyjadřovat nezávislost. Technika tance na špičkách ji vystavuje nestabilní rovnováze a nutí ji do závislých pozic: srovnatelných s ženami, které v každodenním životě zůstávají pod opatrovnictvím svého otce, bratra nebo manžela. Tanečník drží partnerku ve vzpřímené poloze a přebírá roli opatrovníka, kterou má muž i mimo jeviště.“
Technika tance na špičkách zůstává ústředním stylovým prostředkem nejen v rekonstruované klasice 19. století (La Bayadère, Labutí jezero, Šípková Růženka nebo Louskáček), ale i v pozdějších a současných choreografiích.

## Tanec na špičkách pro muže

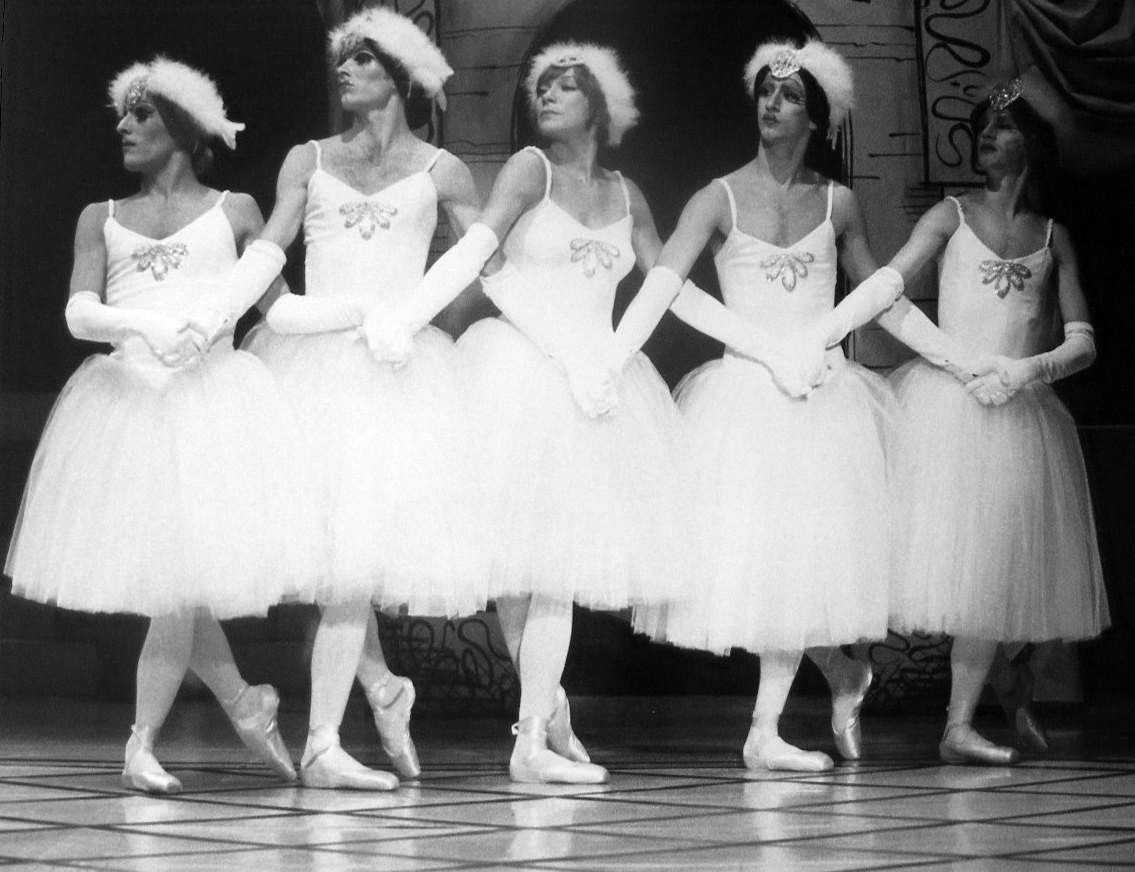
Tanečníci z baletní společnosti Les Ballets Trockadero de Monte Carlo v televizní show Where do We Go From Here? (1977)

V poslední třetině 20. století začalo stále více tanečníků tančit na baletních špičkách. V září 1974 se v New Yorku uskutečnilo první představení baletní společnosti Les Ballets Trockadero de Monte Carlo („Les Trocks“), které je stále celosvětově žádané. Čistě mužský soubor od svého vzniku předváděl parodie na známé balety 19. a 20. století, včetně ukázek z Dona Quichotta (1869), Labutího jezera (1877/1895), Šípkové Růženky (1890) či Louskáčka ( 1892). Choreografie baletních čísel jako Umírající labuť („Умирающий лебедь") z roku (1907) nebo Les Sylphides (1909) jsou inscenovány jako úplné pastiše původních choreografií. Všechny ženské role ztvárňují tanečnice v tutu a na baletních špičkách.
Victor Trevino, bývalý tanečník z "Trocks", také založil dva své vlastní soubory: v roce 1996 Les Ballets Grandiva se sídlem v New Yorku a v roce 2011 Les Ballets Eloelle se sídlem v Palm Beach. Tyto dva soubory jsou čistě mužské: i zde vystupují tanečníci „en travestie“ v parodiích na oblíbené balety. Výkony všech tří souborů jsou založeny na vysoké technické zdatnosti: všichni tanečníci ovládli techniku tance na baletních špičkách. Ze zájmu o tanec na špičkách si mnozí během svého působení ve smíšených souborech hledají podporu u tanečnic. Mužský tanec na špičkách má však určité problémy. Baletní příprava je diferencovaná podle pohlaví. Dívky se učí tanec na špičkách a pohybové sekvence, které jsou charakteristické pro tanečnice, zatímco chlapci se učí technikám skoků a habitu typickému pro tanečníky. Proto se tělo a svaly vyvíjejí odlišně. Když muži chtějí tančit na špičkách, musí se na to přeškolit. Dlouholetý tanečník a pozdější baletní mistr v baletním souboru v New Yorku, Les Ballets Trockadero de Monte Carlo, Paul Ghiselin, říká:
„Dancing on point is a different way of working with your feet and legs. It was like learning how to dance all over again […]. It feels like you’re walking on stilts. When you’re six feet tall, there’s a lot of weight going over those [toe] shoes. There’s also the pain. When you’re first adjusting to point work, you develop nasty corns. At first, the pain holds you back, but once you learn how to protect yourself by toughening your feet and developing muscle stamina.“
(„Tanec na špičkách je zcela jiný způsob práce s chodidly a s nohama. Bylo to jako učit se tančit znovu […]. Je to jako byste chodili na chůdách. Když jste 180 cm vysoký, je na špičkách velká váha. Je tu také bolest. Když se to učíte, udělají se vám ošklivá kuří oka. Zpočátku vás bolest brzdí, ale jakmile se naučíte chránit se zpevněním nohou, rozvinete svalovou vytrvalost").
Mužský tanec na špičkách se však neomezoval pouze na kalhotkové role v souborech Balets Trockadero de Monte Carlo, Ballets Grandiva a Ballets Eloelle. I v „seriozních“ choreografiích  občas vystupovali tanečníci „en pointe“. Například Belgičan Bart de Block předvedl krátký tanec na špičkách v baletu Karola Armitage The Dog Is Us (1995).
Po angažmá v "Trocks" se De Block přestěhoval do Londýna, kde pracoval s choreografem Markem Baldwinem. Baldwin speciálně pro něj vytvořil sólo M-Piece (1998) a titulní role ve filmech Le Chant du Rossignol (1998) a The Demon (1998). De Blockovy tance na špičkách se ve všech baletech vyznačují vážnou estetikou bez parodických prvků. Totéž platí pro hru Matse Eka She was black (1995), kde tančil na špičkách finský tanečník Veli-Pekka Peltokallio. V neposlední řadě Marie-Agnès Gillot ve své choreografii Sous Apparence (2012) nechala vystoupit devět tanečníků v baletních špičkách.